# Lekkoatletyka na Letnich Igrzyskach Olimpijskich 1968 – bieg na 3000 m z przeszkodami mężczyzn
Bieg na 3000 metrów z przeszkodami mężczyzn podczas XIX Letnich Igrzysk Olimpijskich w Meksyku rozegrano 14 (eliminacje) i 16 października 1968 (finał) na Estadio Olímpico Universitario. Zwycięzcą został reprezentant Kenii Amos Biwott.

## Rekordy

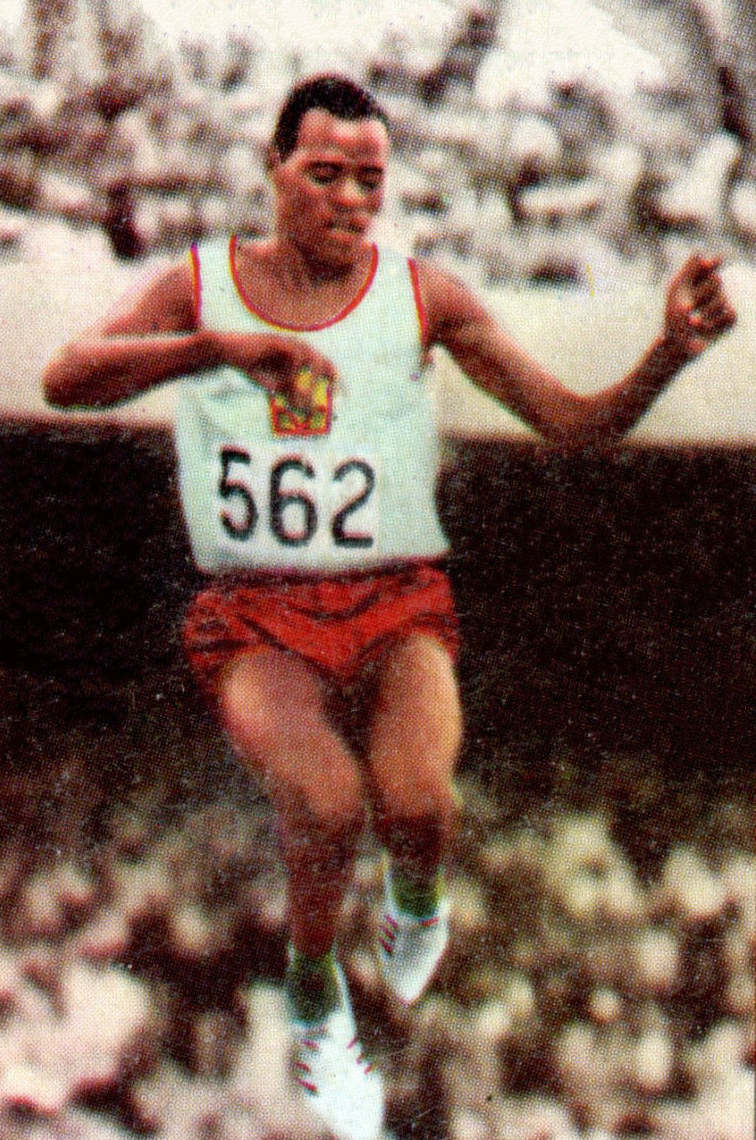
Amos Biwott

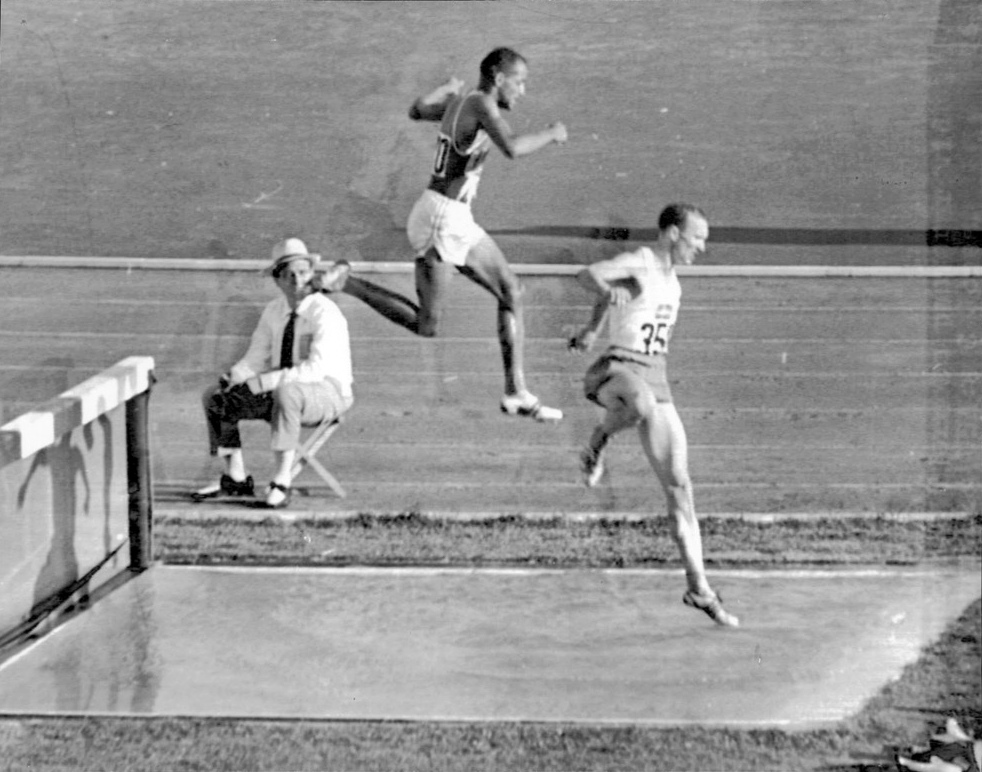
George-Young (z lewej)

|                   | zawodnik        | narodowość | czas   | data                      | miejsce   |
| ----------------- | --------------- | ---------- | ------ | ------------------------- | --------- |
| Rekord świata     | Jouko Kuha      | Finlandia  | 8:23,2 | 17 lipca 1968(dts)        | Sztokholm |
| Rekord olimpijski | Gaston Roelants | Belgia     | 8:30,8 | 17 października 1964(dts) | Tokio     |

## Wyniki
| Poz. - pozycja |
| – rekord świata \| – rekord krajowy \| – rekord życiowy \| = – wyrównany rekord życiowy \| · – najlepszy wynik w sezonie \| = – wyrównany najlepszy wynik w sezonie \| – rekord olimpijski |
| Fn – falstart \| DNF – nie ukończył \| DNS – nie wystartował \| DSQ – zdyskwalifikowany |

### Eliminacje
Rozegrano trzy biegi eliminacyjne. Do finału awansowało po czterech najlepszych zawodników z każdego biegu (Q).

#### Bieg 1
| Poz. | Zawodnik             | Narodowość        | Rezultat | Uwagi |
| ---- | -------------------- | ----------------- | -------- | ----- |
| 1    | Benjamin Kogo        | Kenia             | 8:57,8   | Q     |
| 2    | Javier Álvarez       | Hiszpania         | 9:03,8   | Q     |
| 3    | Bengt Persson        | Szwecja           | 9:06,4   | Q     |
| 4    | Arne Risa            | Norwegia          | 9:07,2   | Q     |
| 5    | John Jackson         | Wielka Brytania   | 9:11,4   |       |
| 6    | Conrad Nightingale   | Stany Zjednoczone | 9:13,2   |       |
| 7    | Tadesse Wolde-Medhin | Etiopia           | 9:13,2   |       |
| 8    | Manuel de Oliveira   | Portugalia        | 9:19,2   |       |
| 9    | Klaus-Ludwig Brosius | RFN               | 9:24,0   |       |
| 10   | János Szabó          | Węgry             | 9:25,8   |       |
| 11   | Pedro Miranda        | Meksyk            | 9:26,0   |       |
| 12   | Domingo Amaizón      | Argentyna         | 9:43,0   |       |
| –    | Larbi Oukada         | Maroko            | DNF      |       |

#### Bieg 2
| Poz. | Zawodnik             | Narodowość        | Rezultat | Uwagi |
| ---- | -------------------- | ----------------- | -------- | ----- |
| 1    | Jean-Paul Villain    | Francja           | 9:01,2   | Q     |
| 2    | George Young         | Stany Zjednoczone | 9:02,2   | Q     |
| 3    | Kerry O’Brien        | Australia         | 9:02,4   | Q     |
| 4    | Wiktor Kudinski      | ZSRR              | 9:05,2   | Q     |
| 5    | Willi Wagner         | RFN               | 9:24,4   |       |
| 6    | Labidi Ayachi        | Tunezja           | 9:24,6   |       |
| 7    | Nobuyoshi Miura      | Japonia           | 9:33,0   |       |
| 8    | Maurice Herriott     | Wielka Brytania   | 9:34,6   |       |
| 9    | Albertino Etchechury | Urugwaj           | 9:35,6   |       |
| 10   | Eddy Van Butsele     | Belgia            | 9:38,8   |       |
| 11   | Jan Cych             | Polska            | 9:50,8   |       |
| 12   | Hans Menet           | Szwajcaria        | 10:02,0  |       |
| 13   | Efraín Cordero       | Salwador          | 11:19,23 |       |
| –    | Mariano Haro         | Hiszpania         | DSQ      |       |

#### Bieg 3
| Poz. | Zawodnik             | Narodowość        | Rezultat | Uwagi |
| ---- | -------------------- | ----------------- | -------- | ----- |
| 1    | Amos Biwott          | Kenia             | 8:49,4   | Q     |
| 2    | Michaił Żelew        | Bułgaria          | 9:01,0   | Q     |
| 3    | Gaston Roelants      | Belgia            | 9:08,2   | Q     |
| 4    | Aleksandr Morozow    | ZSRR              | 9:08,4   | Q     |
| 5    | Bill Reilly          | Stany Zjednoczone | 9:10,4   |       |
| 6    | Peter Welsh          | Nowa Zelandia     | 9:13,8   |       |
| 7    | Gareth Bryan-Jones   | Wielka Brytania   | 9:16,8   |       |
| 8    | Jan-Erik Karlsson    | Szwecja           | 9:19,6   |       |
| 9    | Taketsugu Saruwatari | Japonia           | 9:26,2   |       |
| 10   | Heinz-Gerd Mölders   | RFN               | 9:32,2   |       |
| 11   | Umberto Risi         | Włochy            | 9:44,0   |       |
| 12   | Julio Quevedo        | Gwatemala         | 9:48,4   |       |
| –    | Guy Texereau         | Francja           | DNF      |       |

### Finał
| Poz. | Zawodnik          | Narodowość        | Rezultat | Uwagi |
| ---- | ----------------- | ----------------- | -------- | ----- |
| 1    | Amos Biwott       | Kenia             | 8:51,0   |       |
| 2    | Benjamin Kogo     | Kenia             | 8:51,6   |       |
| 3    | George Young      | Stany Zjednoczone | 8:51,8   |       |
| 4    | Kerry O’Brien     | Australia         | 8:52,0   |       |
| 5    | Aleksandr Morozow | ZSRR              | 8:55,8   |       |
| 6    | Michaił Żelew     | Bułgaria          | 8:58,4   |       |
| 7    | Gaston Roelants   | Belgia            | 8:59,4   |       |
| 8    | Arne Risa         | Norwegia          | 9:09,0   |       |
| 9    | Jean-Paul Villain | Francja           | 9:16,2   |       |
| 10   | Bengt Persson     | Szwecja           | 9:20,6   |       |
| 11   | Javier Álvarez    | Hiszpania         | 9:24,4   |       |
| –    | Wiktor Kudinski   | ZSRR              | DNF      |       |